# Bessah Filho
Bessah Araújo Costa Reis Sá, também conhecido como Bessah Filho, Bessah Sá ou B. Sá, (Teresina, 16 de maio de 1979) é um advogado e político brasileiro, atualmente secretário municipal de Meio Ambiente de Teresina.

## Dados biográficos
Filho de Benedito de Carvalho Sá e Odimércia Araújo Costa Reis Sá. Advogado formado pelo Centro Universitário de Brasília, elegeu-se suplente de deputado estadual pelo PSB em 2014, exercendo o mandato a partir de 2017, quando Themístocles Filho, presidente da Assembleia Legislativa do Piauí, nomeou Antônio Félix para a presidência da Fundação Humerto Reis da Silveira (Fundalegis). Filiado ao PP, chegou à primeira suplência em 2018 e assumiu o mandato quando Júlio Arcoverde tornou-se secretário municipal de Esportes e Lazer no ano seguinte, na quarta administração de Firmino Filho como prefeito de Teresina, sendo efetivado em 2020, dias após a morte de Fernando Monteiro.
Novamente primeiro suplente em 2022, assumiu o mandato em decorrência de uma licença do deputado Wilson Brandão, mantendo-se no parlamento quando Aldo Gil reassumiu como secretário municipal de Saúde de Picos em 2023, na administração Gil Paraibano, e superintendente de Desenvolvimento Urbano Sul na administração do prefeito de Teresina, Silvio Mendes, a quem Bessah Filho serve como secretário municipal de Meio Ambiente desde 2025.
Seu pai foi eleito prefeito de Oeiras em 1982 e 2008, exercendo quatro mandatos de deputado federal pelo Piauí, enquanto seu irmão, Lukano Sá, também elegeu-se prefeito em Oeiras em 2012.